# Cryptolestes uncicornis
Cryptolestes uncicornis är en skalbaggsart som först beskrevs av Edmund Reitter 1874.  Cryptolestes uncicornis ingår i släktet Cryptolestes och familjen ritsplattbaggar. Inga underarter finns listade i Catalogue of Life.

## Bildgalleri

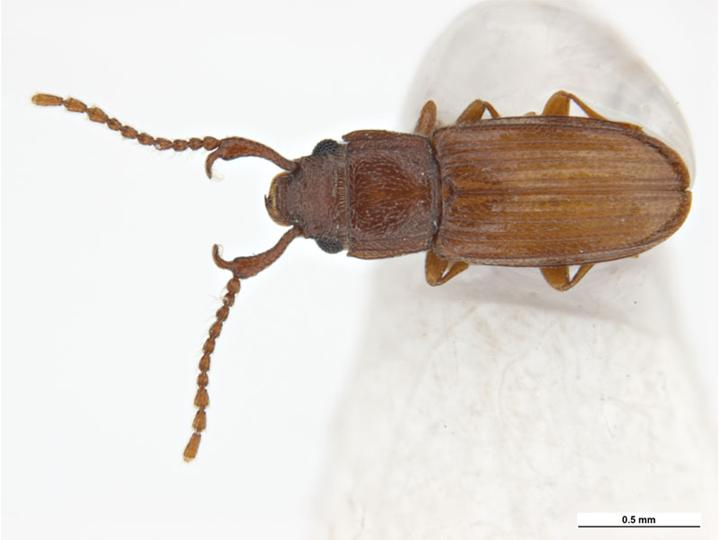